# يوليان شوستر
يوليان شوستر  (بالألمانية: Julian Schuster) (ولد في 15 أبريل / نيسان 1985) هو لاعب كرة قدم ألماني يلعب في خط الوسط. بدأ مسيرته الرياضية في نادي شتوتغارت يلعب حاليا في نادي فرايبورغ.

## روابط خارجية
- يوليان شوستر على موقع قاعدة بيانات كرة القدم.إي يو (الإنجليزية)
- يوليان شوستر على موقع بيانات كرة القدم. دي إي (الألمانية)
- يوليان شوستر على موقع Soccerway.com (الإنجليزية)
- يوليان شوستر على موقع عالم كرة القدم.نت (الإنجليزية)
- يوليان شوستر على موقع كووورة
- يوليان شوستر على موقع AS.com (الإسبانية)